# Cherry Pie
Cherry Pie es el segundo álbum de estudio de la banda de hard rock estadounidense Warrant, lanzado el 11 de septiembre de 1990. Es el disco más exitoso de la agrupación, logrando escalar a la séptima posición de la lista Billboard 200.
El álbum contiene las exitosas canciones «Cherry Pie», «I Saw Red», «Uncle Tom's Cabin» y «Blind Faith», además de contener un cover de la canción «Train, Train» de Blackfoot.

## Lista de canciones
Todas las canciones fueron escritas por Jani Lane, excepto donde se indica.
1. «Cherry Pie»: 3:20
2. «Uncle Tom's Cabin»: 4:01
3. «I Saw Red»: 3:47
4. «Bed of Roses» (Bonnie Hayes, Lane): 4:04
5. «Sure Feels Good to Me» (Johnny B. Frank, Lane, Danny Stag): 2:39
6. «Love in Stereo»: 3:06
7. «Blind Faith»: 3:33
8. «Song and Dance Man»: 2:58
9. «You're the Only Hell Your Mama Ever Raised»: 3:34
10. «Mr. Rainmaker»: 3:29
11. «Train, Train» (Shorty Medlocke): 2:49
12. «Ode to Tipper Gore»: 0:55

## Personal
- Jani Lane: voz, guitarra acústica
- Joey Allen: guitarra
- Erik Turner: guitarra
- Jerry Dixon: bajo
- Steven Sweet: batería

## Muerte de Jani Lane
Jani Lane fue encontrado muerto en el hotel Comfort Inn en Woodland Hills, California el 11 de agosto del 2011 a la edad de 47 años, preliminarmente por causas desconocidas.
La policía realizó una autopsia para determinar la causa exacta de muerte de Lane, la cual tardó dos meses, con pruebas toxicológicas. No obstante, medios como el sensacionalista TMZ.com (especializado en noticias de la farándula) sospecharon que su muerte pudo estar relacionada con una sobredosis. El sitio web de espectáculos informó acerca de la presencia de una botella de vodka medio vacía y de píldoras antidepresivas en la habitación de hotel del cantante.
El cantante dejó dos hijas, Taylar, hija primogénita con la modelo Bobbie Brown (exnovia de Jack Russell, cantante de Great White). Ambos contrajeron matrimonio en 1991 y se divorciaron en diciembre de 1993. Madison, su segunda hija, es nacida de su segundo matrimonio con Rowanne Brewer. El viernes 12 de agosto del 2011, el resto de la formación original de su exbanda Warrant: Joey Allen, Jerry Dixon, Erik Turner, Steven Sweet, junto con su nuevo cantante Robert Mason, le rindieron un homenaje en un concierto en Dakota, dando un minuto de silencio antes de tocar «Heaven», tema escrito por el mismo Jani Lane.
El 5 de octubre de 2011, después de la finalización de una investigación oficial, el teniente Larry Dietz de la oficina de médicos forenses del Condado de Los Ángeles, anunció que la causa de su muerte se dio por envenenamiento de alcohol etanol, un tipo de intoxicación aguda por excesivo consumo de alcohol.